# Dendrophthoe lanosa
Dendrophthoe lanosa là một loài thực vật có hoa trong họ Loranthaceae. Loài này được (Korth.) Danser mô tả khoa học đầu tiên năm 1929.